# Wordperfect

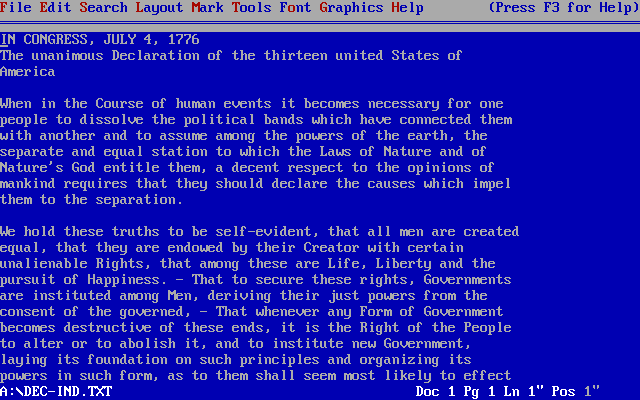
Wordperfect version 5.1. för DOS.

Wordperfect (WP), i marknadsföring skrivet WordPerfect, är ett ordbehandlingsprogram som utvecklas av Corel Corporation. Under andra halvan av 1980-talet och början av 1990-talet var Wordperfect något av en standard inom ordbehandling. Sedan tog Microsoft Word över som det ledande ordbehandlingsprogrammet, men Wordperfect har fortfarande en relativt stor användarbas.
Wordperfect skapades på 1970-talet av Bruce Bastian och Alan Ashton, som grundade Satellite Software International, Inc år 1979. Version 1.0 kom ut 1980. Företaget, som när det var som störst hade 4500 medarbetare, bytte namn till Wordperfect Corporation 1986. 1994 såldes Wordperfect till Novell, som sedan sålde det vidare till Corel 1996.
Wordperfect säljs idag som Wordperfect Office tillsammans med Quattro Pro, Presentations och Paradox.
Wordperfect Document, WPD, är filformatet som Wordperfect använder som standardformat. Formatet har varit oförändrat sedan version 6.1 av Wordperfect som utkom 1993.